# Fernando de Valdés
Pour les articles homonymes, voir Valdés.
Fernando de Valdés-Salas (né à Salas (Asturies) en 1483, mort à Madrid le 9 décembre 1568) est archevêque de Séville et inquisiteur général. 
Il crée, dans la capitale des Asturies, Oviedo, le premier collège d'études latines ainsi qu'une école pour orphelines chez les religieux des Récollets.
Dans son testament, Valdés dédie une partie de son héritage à la création de l'université d'Oviedo.

## Biographie
Fonctionnaire modèle de la monarchie philippine, il effectue une carrière exceptionnelle dans l'appareil d'État, gravissant les divers échelons de l'administration avant de compléter avec succès ses fonctions administratives et apostoliques à la tête de l'Inquisition et de l'archevêché de Séville, après s'être créé un cercle de clientèles qui s'avèreront cruciaux pour mener à bien ses desseins réformateurs.
D'un naturel ombrageux et jaloux de ses prérogatives, on lui prête un caractère vindicatif. En 1547, à la demande de Philippe II, Paul III le nomme inquisiteur général (bref papal du 20 janvier 1547). Sa proximité avec l'Empereur en fait l'homme de confiance de celui-ci et, peu après la mort de Juan Pardo de Tavera, lorsque le poste devient vacant, son nom est naturellement retenu pour présider le Conseil d'État en 1547. Son influence politique s'est considérablement étoffée et Valdés est alors arrivé au faîte de son pouvoir.

## À la tête de l'Inquisition
En tant qu'inquisiteur général, en sa qualité d'homme de l'appareil rodé aux mécanismes des conseils et en praticien averti des affaires inquisitoriales depuis son expérience débutée en 1524, Valdés n'a de cesse de défendre les principales réformes administratives et financières destinées à assurer la pérennité de l'institution et à promouvoir une réorientation idéologique de l'institution, à laquelle son nom demeure étroitement attaché. 
Réforme financière profonde et durable de l'appareil inquisitorial : celle-ci est destinée à lui garantir son indépendance et sa viabilité. À compter de la refonte valdésienne, la trésorerie inquisitoriale n'est plus uniquement alimentée par les amendes et les biens des condamnés mis sous séquestre (dont le montant revenait aux finances royales, au demeurant). Valdès défend dès son accession à la tête du tribunal la concession d'un bref, papal expédié par Paul IV qui supprimait dans toutes les églises métropolitaines, cathédrales et collégiales le premier canonicat et première prébende restés vacants, appliquant leurs revenus au Saint-Office comme s'il s'agissait d'un possesseur naturel. Cette réforme constitue un saut qualitatif substantiel.

## Les Instructions de Valdés de 1561
Reprenant l'ensemble des cartas acordadas qui depuis les Instruccions de Torquemada se sont attachées à préciser ou définir divers aspects de la procédure inquisitoriale, en adéquation avec l'évolution de la cour et ses attributions, elle fournit un cadre d'action homogène et uniforme pour l'ensemble de la péninsule, offrant ainsi une garantie de justice et d'efficacité autrefois absente. 

## Index espagnol des livres interdits
La publication en 1559 par Fernando de Valdés de l'Index espagnol marque, en effet, un tournant, le Saint-Office décidant désormais quelles étaient les œuvres qu'il considérait néfastes pour la foi, indépendamment des listes d'ouvrages interdits publiées par les universités de Louvain, de la Sorbonne et par Rome.